# Юлгутла
Юлгутла́ (рос. Юлгутла) — присілок у складі Кувандицького міського округу Оренбурзької області, Росія.

## Населення
Населення — 169 осіб (2010; 196 у 2002).
Національний склад (станом на 2002 рік):
- татари — 87 %